# Friedrich II. (Sizilien)

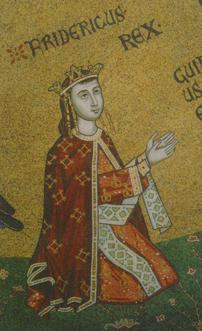
Friedrich II., König von Sizilien (Mosaik in der Kathedrale von Messina)

Friedrich II. von Aragonien (* um 1272; † 25. Juni 1337) war von 1296 bis zu seinem Tod 1337 König von Sizilien. Obwohl er erst der zweite sizilianische König mit Namen Friedrich war, nannte er sich Friedrich III. mit Bezug auf Kaiser Friedrich II., der ebenfalls das Königreich Sizilien regiert hatte. Damit wollte er gleichzeitig auf seine Abstammung von der Dynastie der Staufer hinweisen, mit der das Haus Aragón seinen Erbanspruch auf Sizilien begründete.

## Leben
Friedrich war der dritte Sohn Peters von Aragonien und Konstanzes, der Tochter des Hohenstaufen Manfred. Nachdem sein Bruder Jakob I., König von Sizilien, im Jahr 1291 seinem älteren Bruder Alfons III. auf den Thron von Aragonien gefolgt war, wurde Friedrich zum Statthalter in Sizilien ernannt. Im Jahr 1295 verzichtete König Jakob nach Abschluss des Friedensvertrages von Anagni auf Drängen des Papstes Bonifatius VIII. auf seine Rechte in Sizilien zu Gunsten Karls II. von Anjou. Friedrich, der in Palermo residierte, wurde jedoch von den Sizilianern, die die Rückkehr eines Herrschers aus dem Hause Anjou fürchteten, zum König gewählt. Es gelang ihm, die Insel gegen eine Allianz Karls II. von Neapel, des Papstes Bonifatius VIII. und zeitweilig sogar seines Bruders Jakob II. von Aragonien zu verteidigen. Im Frieden von Caltabellotta im Jahre 1302 erreichte er die Anerkennung seiner Krone und trug fortan den Titel „rex Trinacriae“. Karl II. blieb der Titel eines Königs von Neapel-Sizilien, seine Macht war jedoch auf die Besitzungen auf dem italienischen Festland beschränkt. Diese Teilung des Königreichs Sizilien blieb mit wenigen kurzen Ausnahmen bis in das 19. Jahrhundert bestehen. Friedrich II. versuchte in der Folge, die schweren Zerstörungen seines Landes durch die vorangegangenen Plünderungen und Kriege zu beseitigen, indem er Handel und Handwerk förderte und es ihm gelang, Aufstände des Adels zu verhindern.
Beim Römerzug Kaiser Heinrichs VII. war er dessen treuer Bundesgenosse und wurde von diesem zum Reichsadmiral ernannt. Außerdem wurde Friedrichs Sohn Peter mit Heinrichs Tochter Beatrix verlobt. Friedrich II. starb im Jahre 1337, er wurde in der Kathedrale von Catania bestattet. 
Noch zu Lebzeiten hatte er seinen ältesten Sohn zum Mitregenten gemacht, der ihm dann als Peter II. auf dem Thron folgte.

## Familie
Friedrich heiratete im Mai 1303, als Bestandteil des Friedens von Caltabellotta, Eleonore, die Tochter Karls II. von Anjou (1289–1341). Das Paar hatte neun Kinder:
- Konstanze (* um 1304; † nach 1344) ⚭ I. (1317) König Heinrich II. (1271–1324) ⚭ II. (1330) König Leon V. von Armenien (1310–1341) ⚭ III. (1343) Johann von Lusignan († 1375)
- Peter II. von Sizilien (1305–1342) ⚭ (1323) Elisabeth von Kärnten, Tochter von Herzog Otto III. von Kärnten
- Roger (* 1305; † jung)
- Manfred, Herzog von Athen (1306–1317)
- Elisabeth (1310–1349) ⚭ (1328) Herzog Stephan II. von Niederbayern-Landshut (1319–1375)
- Wilhelm II., Herzog von Athen (1312–1338) ⚭ Maria Alvarez de Aragon († um 1363)
- Johann II., Herzog von Athen (1317–1348)
- Katharina (1320–1342), Äbtissin von Santa Chiara Messina
- Margarete (1331–1377) ⚭ (1348) Pfalzgraf Rudolf II. (1306–1353)